# مرسدس-بنز اف۱۲۵
مرسدس-بنز اف۱۲۵ (به انگلیسی: Mercedes-Benz F125) یک خودروی مفهومی پیل سوختی هیدروژنی با موتور الکتریکی است که در نمایشگاه خودرو فرانکفورت ۲۰۱۱ رونمایی شد. نام آن ۱۲۵ برای جشن ۱۲۵ سالگی مرسدس بنز است.

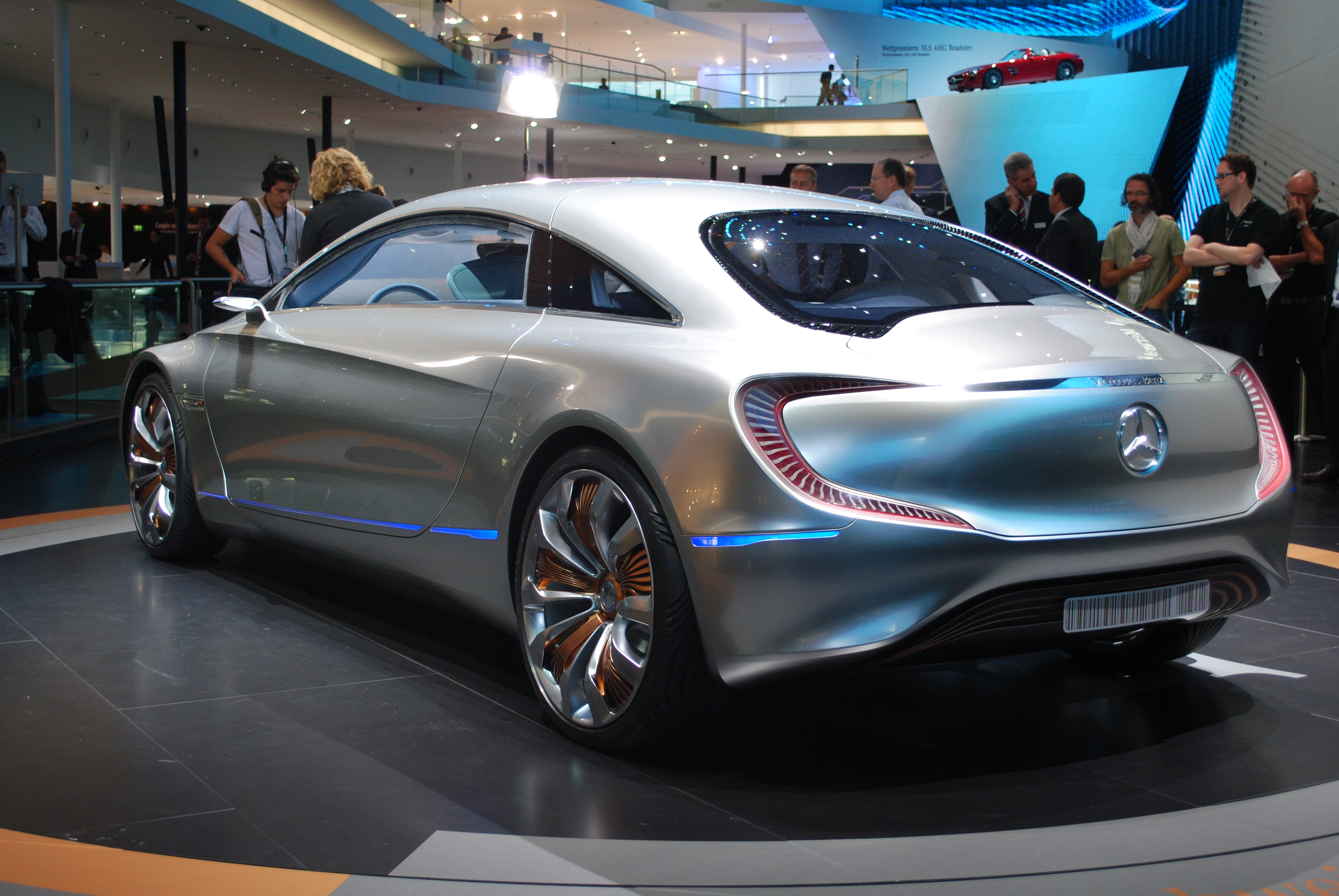
نمای پشت مرسدس-بنز اف۱۲۵

کوپه ۲ در با طول ۱۹۷ اینچ (۵٫۰۰ متر) دارای درهای بال‌پرنده‌ای و دسترسی به صندلی‌های جلو و عقب را فراهم می‌کند.
با استفاده از یک موتور الکتریکی در هر چرخ، یک سامانه چهارچرخ محرک "e4MATIC" با محوریت عقب را ایجاد می‌کند. موتورهای جلو ۶۷ اسب بخار ترمز (۵۰ کیلووات؛ ۶۸ اسب بخار متری) و موتورهای عقب ۱۳۴ اسب بخار ترمز (۱۰۰ کیلووات؛ ۱۳۶ اسب بخار متری) با حداکثر قدرت ۳۰۸ اسب بخار ترمز (۲۳۰ کیلووات؛ ۳۱۲ اسب بخار متری) با یک موتور الکتریکی با ظرفیت ۱۰ کیلووات ساعت تولید می‌کنند. -باتری گوگردی که در حالت عمودی در پشت صندلی‌های عقب قرار دارد. انرژی باتری‌ها توسط یک پیل سوختی هیدروژنی که بین چرخ‌های جلو قرار دارد تامین می‌شود.
اف۱۲۵ دارای شتاب ادعایی به ۱۰۰ کیلومتر در ساعت در ۴٫۹ ثانیه و حداکثر سرعت ۲۲۰ کیلومتر در ساعت است.